# Badabun
Creación y Difusión de Contenido Web, S.A. de C.V., más conocido por su nombre comercial Badabun, es una productora audiovisual mexicana que publica contenido viral digital. En 2014, inició como un canal de YouTube, donde inicialmente subía videos con formatos de lista y encuestas en la calle, con tono humorístico. Los años posteriores obtuvo un rápido ascenso a causa de que personalidades de internet compartían y comentaban su contenido. Ha creado producciones como Atrapando infieles, Mansión del influencer y Exponiendo infieles, siendo esta última una de sus más populares producciones. Asimismo, ha contado con personalidades como Marisol Domínguez, Eva Rojas, Charlotte Lascurain, Alejandra Luna, Adrían Polanco (Polancoas), Jorge Izquierdo, Daniela Alfaro y Lizbeth Rodríguez. En YouTube Rewind 2019: For the Record, el video anual de la serie YouTube Rewind que muestra las mayores tendencias del sitio web, Badabun fue catalogado como el canal en español más popular de YouTube.
Badabun ha recibido varias críticas por su contenido amarillista y falso y por plagiar contenido de otros canales de YouTube.También recibió acusaciones por parte de sus trabajadores ante acosos laborales, sexuales y homofóbicos.

## Historia
Badabun empezó en 2010 por seis estudiantes de la Facultad de Derecho de la Universidad Autónoma de Baja California, entre ellos Ever Bojórquez y el antiguo director ejecutivo de la empresa, César Morales. Pensaban en crear una aplicación que permitiese ubicar mediante geolocalización a abogados para responder preguntas sobre casos legales, algo a lo que los creadores definen como «un Uber de abogados». Sin embargo, el proyecto no prosperó por falta de fondos e interés. Tres años después, Morales escribía blogs sobre hechos históricos, que no producían interés a los lectores. Su primera tendencia fue un artículo llamado 7 cosas que no conocías de El Chapo. Posteriormente, otros artículos también obtuvieron éxito. Durante un tiempo la empresa se dedicó a ayudar a monetizar páginas de Facebook, y enseñar a ganar dinero por Internet. A pesar de ello, los creadores notaron que los videos tenían cada vez más presencia que los artículos, y en 2015 decidieron generar exclusivamente contenido audiovisual. Poco después del impacto mediático que el sitio obtuvo, el locutor de radio Víctor González se unió al equipo, que resultó ser una imagen característica de los videos.
El canal de YouTube se creó en octubre de 2014, y el primer video se publicó el 5 de diciembre del mismo año, titulado 10 cualidades que todo hombre desea en una mujer. Sus primeros videos trataban sobre curiosidades, trucos, experimentos y contenido viral en general. En diciembre de 2016, el canal llegó al millón de suscriptores, y el formato de los videos seguía siendo el mismo, y se había incorporando el de encuestas en la calle. A finales del año siguiente contaban con 5 millones de suscriptores, y estrenaron Exponiendo infieles, que generó un crecimiento aún más fuerte, y se convirtió en una prominente producción de la compañía. Otras producciones incluyen Mansión del influencer, con formato de telerrealidad, donde celebridades digitales interactúan entre ellos, la serie de comedia WTF Comedy, Entrevistamos a y Qué pasaría si, donde se explican consecuencias a escenarios ficticios.
En enero de 2019, el canal superó en suscriptores al del español El Rubius, convirtiéndose en el segundo canal hispano con más suscriptores, por detrás del chileno Germán Garmendia. En diciembre del mismo año, en el YouTube Rewind 2019: For the Record, la décima edición de YouTube Rewind, el canal destacó como el de habla hispana con más suscriptores. El mismo mes, cinco expresentadores de la empresa la denunciaron por la violencia y abuso que sufrían mientras laboraban, lo que resultó en el despido del director ejecutivo César Morales, y la mayoría de sus empleados.

## Críticas y controversias
Desde que ha tenido presencia mediática, Badabun ha sido objeto de críticas, y ha estado envuelto en varias controversias. Una de sus mayores críticas es que suele usarse clickbait en su contenido, y que no es verídico, también hicieron un Speedrun falso de Super Mario Bros.

### Exponiendo infieles
Su serie Exponiendo infieles fue catalogada de fraudulenta en varias ocasiones por parte del público, alegando que los participantes eran contratados para fingir infidelidades. En diciembre de 2019, el exintegrante de la productora, Lucas Petroni, declaró que inicialmente la compañía lo contrató para un episodio de dicha serie. También confesó que su noviazgo con la también exintegrante Daniela «Queen» Buenrostro fue creado por la empresa.

### Exposición a Badabun por parte de influencers
El 6 de diciembre del mismo año, los extrabajadores de la empresa, Alex Flores, Dani Alfaro, Daniela «Queen» Buenrostro, Kevin Achutegui y Kim Shantal, junto con el youtuber Juan De Dios Pantoja, hicieron un video para denunciar la compañía por acosos sexuales, laborales y homofóbicos que los denunciantes sufrieron mientras trabajaban en la empresa, específicamente por parte del director ejecutivo César Morales. En el video, de 37 minutos, declararon que sufrían de explotación laboral al hacerlos trabajar hasta veinte horas diarias para crear contenido, y los obligaban a hacer cosas en contra de su voluntad, como fingir situaciones rescatistas, dar regalos a personas y formar relaciones amorosas entre ellos para generar más audiencia. También alegaron que se les hizo firmar contratos restrictivos, en los que cedían control de todo lo que hacían, e incluso de sus redes sociales. También, que fueron víctimas de violencia verbal, especialmente las mujeres, a quienes insultaban «por su bien». Sobre otros puntos, como el acoso sexual y la homofobia, no dieron mucha énfasis. Días después del suceso, la exempleada Daniela Lorea publicó un video donde acusó a Morales de acoso sexual, y la youtuber Carolina Díaz denunció en una transmisión en vivo en Instagram que también sufrió acoso e intento de abuso sexual por parte de Morales. Debido a los hechos, Badabun informó el 11 de diciembre el despido de Morales.
El 15 de diciembre, Morales hizo una entrevista en el canal de YouTube de Víctor González. Comentó que lo que provocó el incidente fue el dinero y un inconveniente con Juan De Dios Pantoja. Con él, un año antes Badabun creó el canal Jukidog, que en pocos meses obtuvo millones de suscriptores. Badabun iba a invertir y Pantoja se encargaba de la distribución y publicidad. Se invirtieron aproximadamente tres millones de pesos mexicanos al proyecto, pero no mostró los resultados esperados. Luego, en una junta con todos los youtubers se decidió que el equipo de arte ya no era necesario. Morales se mostró en contra del despido, y tuvo la idea de usar Jukidog para que el equipo siguiera creando contenido, y así poder generar ingresos para sus salarios. Manifestó que Pantoja se molestó por este hecho, y posteriormente este último realizó varios reclamos a la empresa mediante redes sociales. Sobre los abusos hacia los empleados, expresó: «Chicos, sería bueno que lo admitieran que todo lo que dijeron lo inventaron, y con mentiras no se llega a nada; tienen que ser honestos y decir la verdad. Si existe algún delito los invito a ir al ministerio y denunciar».

### Denuncia en Guatemala
En 2023, también fue denunciado en su país vecino Guatemala por interferir en las elecciones presidenciales de ese año, siendo acusado por un video a favor de la candidata presidencial en ese entonces Sandra Torres y del partido Unidad Nacional de la Esperanza, quien terminaría perdiendo la elección frente a Bernardo Arévalo.

### Elspeedrunfalso de Badabun
Otra gran polémica desatada por la empresa fue la de un speedrun falso, el video en cuestión trataba del influencer Tavo Betancourt jugando al reconocido videojuego Super Mario Bros, sin embargo, en ciertas partes del video se nota ciertas falencias en el videojuego.
Por ejemplo, se notaba claramente que el videojuego había recortes de otros speedruns y demasiadas otras características que lo hacían notar que era falso.